# Поније M-1
Поније M-1 (фр. Ponnier M.1) је једноседи француски ловачки авион. Авион је први пут полетео 1915. године. 

Највећа брзина авиона при хоризонталном лету је износила 167 km/h.
Распон крила авиона је био 6,18 метара, а дужина трупа 5,75 метара. Празан авион је имао масу од 304 килограма. Нормална полетна маса износила је око 464 килограма.

## Наоружање
| Наоружање авиона: Поније       |        |
| Ватрено (стрељачко) наоружање  |        |
| Топ                            |        |
| Митраљез                       |        |
| Број и ознака митраљеза        | 1 Луис |
| Калибар                        | 7,7    |
| Бомбардерско наоружање (бомбе) |        |
| Ракетно наоружање (ракете)     |        |